# ジム・ヨーク
BIG・ジム・ヨーク（Big Jim York、1976年2月29日 - ）は、ニュージーランドの男性総合格闘家。インバーカーギル出身。Team BIG JIM所属。

## 来歴
学生時代にボクシングを経験。その後、19歳まではラグビーリーグの選手として活動していた。
2006年からは日本の総合格闘技団体MARSに参戦。2006年4月29日の韓国大会「MARS WORLD FIGHTING GP in SEOUL」ではイム・ジュンスにフロントチョークで一本勝ち。
2008年5月18日、戦極初参戦となった戦極 〜第二陣〜で中尾"KISS"芳広と対戦。2R右フックでダウンしたところへパウンドで追撃されTKO負けを喫した。
2009年3月20日、戦極 〜第七陣〜でジェームス・トンプソンと対戦し、左ストレートでKO勝ちを収めた。

## 戦績
| 総合格闘技 戦績 | 総合格闘技 戦績 | 総合格闘技 戦績 | 総合格闘技 戦績 | 総合格闘技 戦績 | 総合格闘技 戦績 | 総合格闘技 戦績 |
| --------------- | --------------- | --------------- | --------------- | --------------- | --------------- | --------------- |
| 21 試合         | (T)KO           | 一本            | 判定            | その他          | 引き分け        | 無効試合        |
| 16 勝           | 6               | 9               | 1               | 0               | 0               | 0               |
| 5 敗            | 2               | 2               | 1               | 0               | 0               | 0               |

| 勝敗 | 対戦相手                     | 試合結果                           | 大会名                                                | 開催年月日     |
| ○    | スティーブン・ワービー       | 5分3R終了 判定3-0                  | Nitro MMA: Nitro 10 【Nitro MMAヘビー級王座決定戦】   | 2013年10月26日 |
| ×    | ジェフ・モンソン             | 5分3R終了 判定0-3                  | CFC 21                                                | 2012年5月18日  |
| ○    | ルーカス・ブラウン           | 2R TKO（パンチ連打）               | Xtreme MMA 3 【XMMAオセアニアヘビー級タイトルマッチ】 | 2010年11月5日  |
| ○    | フェリックス・レニウ         | 1R 1:27 リアネイキドチョーク       | Xtreme MMA 2: ANZ vs. USA                             | 2010年7月31日  |
| ○    | ピーター・グラハム           | 1R 3:44 チョークスリーパー         | Impact FC 2: The Uprising Sydney                      | 2010年7月18日  |
| ○    | ブランドン・キャッシュ       | 1R 4:33 ギブアップ（パンチ連打）   | CFC 14                                                | 2010年6月5日   |
| ×    | デイブ・ハーマン             | 1R 2:25 KO（グラウンドの踵落とし） | 戦極 〜第十一陣〜                                     | 2009年11月7日  |
| ×    | アントニオ・シウバ           | 1R 3:51 肩固め                     | 戦極 〜第十陣〜                                       | 2009年9月23日  |
| ○    | ジェームス・トンプソン       | 1R 4:33 KO（左ストレート）         | 戦極 〜第七陣〜                                       | 2009年3月20日  |
| ×    | 中尾"KISS"芳広               | 2R 0:46 TKO（右フック→パウンド）   | 戦極 〜第二陣〜                                       | 2008年5月18日  |
| ○    | IRO関                        | 1R 0:46 TKO（パウンド）            | MARS 07 "TORNADO RETURNS"                             | 2007年4月15日  |
| ○    | アンソニー・"辰治"・ネツラー | 1R 1:03 KO（左フック）             | MARS in 両国国技館 〜NEW DEAL〜                       | 2006年8月26日  |
| ○    | イム・ジュンス               | 1R 1:56 フロントチョーク           | MARS WORLD FIGHTING GP in SEOUL                       | 2006年4月29日  |
| ○    | ブラッド・モリス             | 3R 2:59 KO（ハイキック）           | KOTC: Gunfather                                       | 2006年2月10日  |
| ○    | ダレン・バートニ             | 1R ギブアップ（パンチ連打）        | Dojo KO: First Elimination                            | 2005年5月7日   |
| ○    | ミック・クタジャール         | 1R 0:59 ギブアップ                 | Warriors Realm 2                                      | 2004年12月10日 |
| ○    | シェイン・ディスタン         | 1R 1:45 チキンウィングアームロック | Spartan Reality Fight 12                              | 2004年11月27日 |
| ○    | ガレス・ヘンダーソン         | 1R 1:48 ギブアップ（パンチ連打）   | Warriors Realm 1                                      | 2004年9月3日   |
| ○    | ショーン・ヘインズ           | 1R 0:49 TKO（負傷）                | Spartan Reality Fight 9                               | 2004年4月3日   |
| ○    | ネイサン・ホワイト           | 1R 0:57 フロントチョーク           | Spartan Reality Fight 8                               | 2003年11月29日 |
| ×    | ダグ・マイヤー               | 2R 0:41 チョークスリーパー         | Spartan Reality Fight 7                               | 2003年7月26日  |

## 獲得タイトル
- XMMAオセアニアヘビー級王座（2010年）
- Nitro MMAヘビー級王座（2013年）